# E-100
De Panzerkampfwagen E-100 (Gerät 383) (TG-01) was de laatste tank van de Duitse Entwicklung-serie. Hij was ontworpen als een "superzware tank". Het ontwerpproces begon in 1943 om parallel te lopen met dat van de Maus, maar het ontwerpproces werd gestaakt rond 1944 vanwege de Maus. In 1945 vonden de Britten een E-100-prototype, dat ze later lieten slopen. Ook was er een prototype zonder geschutskoepel gevonden. De geschutskoepel was identiek aan die van de Maus, maar de romp was lichter bepantserd, waardoor de tank sneller kon rijden.
Het prototype verschilde van het geplande ontwerp wegens gebrek aan materiaal. Het grootste verschil was de motor; het prototype had de motor van de Panther tank overgenomen, die ook gebruikt werd in de Tiger II, maar eigenlijk daar al te zwak voor was (de Tiger II had 70 ton massa, de E-100 140 ton).
De Panzerkampfwagen E-100 (Gerät 383) (TG-01) is de laatste tank uit de Duitse Entwicklung-serie. Op het ontwerp van 'superzware' tanks werd steeds meer aangedrongen door de wanhopige Adolf Hitler. Hij hoopte de verloren oorlog nog te kunnen winnen met een Wunderwaffe' wat natuurlijk niet kon. Het ontwerpproces van de E-100 begon in 1943, tegelijkertijd met de superzware Maus tank. Het ontwerpproces van de E-100 werd gestaakt in 1944 aangezien de Maus minder onrealistisch leek.

## Ontwerp en ontwikkeling
De letter E uit zijn naam heeft de tank te danken aan het Entwicklung programma. Dit was een programma om superzware tanks te produceren met verschillende standaarden. Deze E-series aan tanks bevatte de; E-10, E-25, E-50, E-75. Deze tanks waren in de 100 ton gewicht klasse, en door meerdere componenten te standaardiseren werd het meer een lopende band programma, althans, dat was de bedoeling voor later in de oorlog.

Blauwdruk prototype E-100

In maart 1944, heeft het bedrijf Adler in Frankfurt de blauwdruk 021A38300 ingediend voor de superzware tank genaamd de E-100, nadat het was voorgesteld in april 1943 samen met de andere Entwicklung serie voertuigen. Volgens de blauwdruk zou de E-100 twee kanonnen hebben, een 150mm- en een 75mm-kanon. Verder waren er twee motoren voorgesteld, één was een 700 pk Maybach HL230, met de transmissie en draaimechanisme van de Tiger II, hiermee zou de E-100 een topsnelheid van 23 kilometer per uur mee bereiken, op een verharde weg. De tweede optie die op tafel lag was een 1200 pk Maybach-motor met een topsnelheid van 40 kilometer per uur. Het ontwerp had een verwijderbaar zijscherm, dit dient als extra bescherming.
De bekende zijschermen die de Duitsers gebruikten bij hun eerdere voertuigen zoals de Panzer IV H, Panther II enzovoort. Dit scherm zorgt ervoor dat wapens zoals een antitankgeweer of een HEAT granaat vooraf zijn meeste kracht verliest. Een zeer effectieve oplossing van die tijd om gespreide bepantsering toe te passen. Naast het zijscherm waren er ook speciale transport rupsbanden ontworpen, dit zodat het makkelijker met de trein te vervoeren was en niet te breed werd. Deze ingreep is terug te zien bij de Panther en Tiger tank. Het was soortgelijk aan het 'Tiger-Maus' voorstel maar had grotere 900 mm in diameter wielen, en een nieuwe springveer ophanging, in plaats van de traditionele torsiestaven ophanging.
Een nieuwe geschutskoepel werd ook ontworpen, deze moest simpeler en lichter qua gewicht zijn dan de Maus koepel. Maar in verschillende bronnen wordt soms aangeduid dat het ook mogelijk was om een Maus koepel te monteren op een E-100.
In juli 1944 stopte Hitler het project: de superzware tanks mochten niet meer ontwikkeld worden. Het werk aan de E-100 kreeg een zeer lage prioriteit, met maar drie Adler werknemers die aan het prototype mochten werken en in elkaar te zetten ging dit dus niet erg snel. De reden dat Hitler het project stopte heeft waarschijnlijk te maken met het steeds schaarser worden van de materialen, mankracht en andere aspecten. Tegen begin 1945 aan werden grondstoffen zoals staal, ijzer, aluminium en andere metalen steeds schaarser. Het produceren van kost-efficiënte tanks kreeg een hogere prioriteit, verder waren productie- en ontwikkelingsmedewerkers bezig met andere projecten die toen realistisch leken, het einde van de oorlog kwam langzaam in zicht en men werd wanhopig, maar het vertrouwen in de superzware tank klasse, de E-serie, was eruit.
E-10 · E-25 · E-50 · E-75 · E-100